# Roosvicee

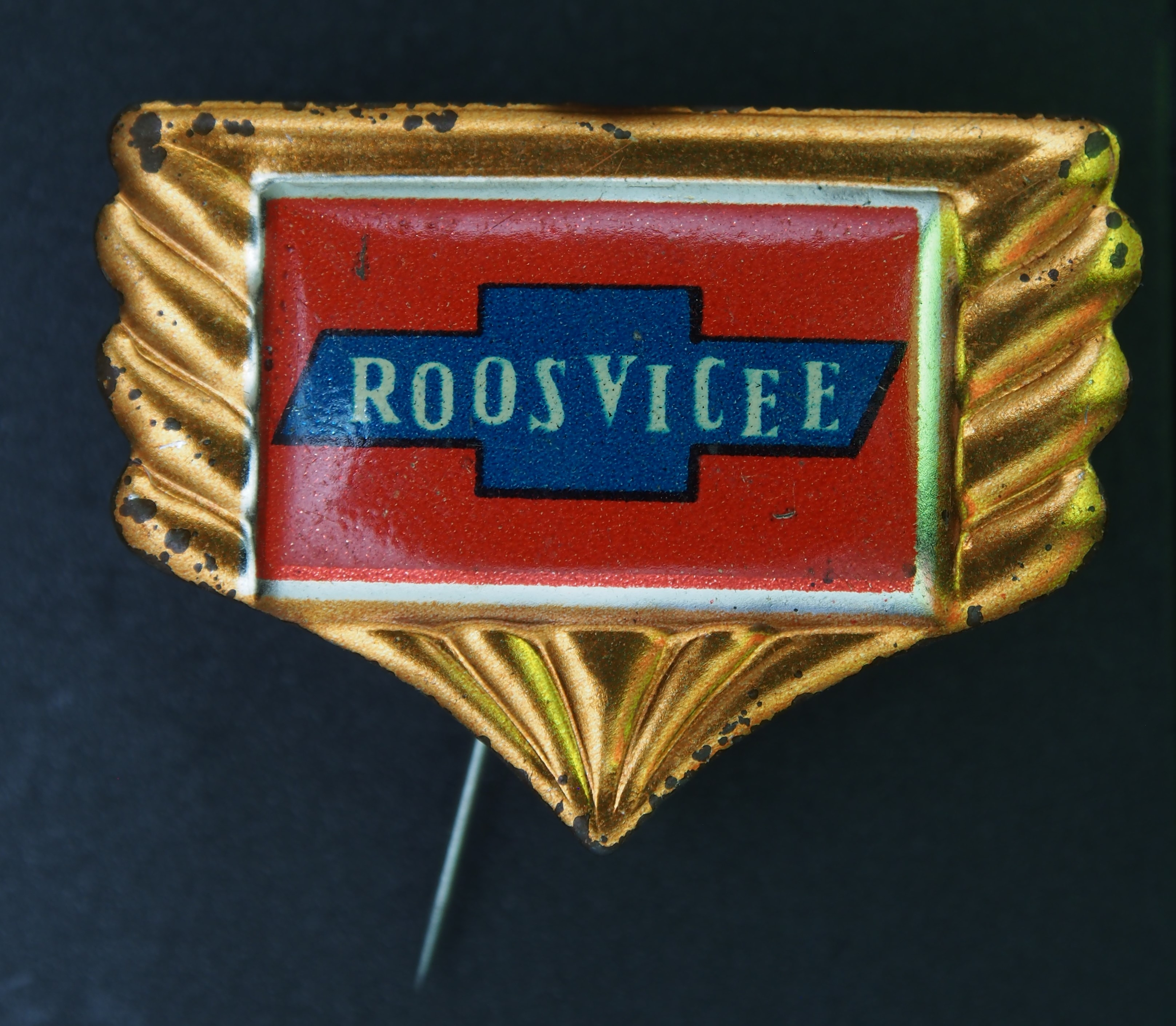
reclamespeldje

Roosvicee is een bekend Nederlands merk van vruchtensappen en siropen. Het merk is opgericht in 1956. In de jaren 50 waren fruit en groente schaars. Roosvicee sprong hierop in door een siroop te ontwikkelen op basis van de vitaminerijke vrucht rozenbottel. De naam Roosvicee is geboren uit de samentrekking van de woorden Rozenbottel en Vitamine C. Deze siropen op basis van de rozenbottel heeft Roosvicee nog steeds in het assortiment. In 1970 komt het merk ook met zijn rozenbotteljam op de markt.
Later is het assortiment vruchtensappen uitgebreid met onder andere speciale fruitdrinks voor kinderen (SpongeBob (2005), Sprookjesboom, Cars en Planes), de minder zoete fruitdrink 50/50 en twee multivitamine-varianten die gezoet zijn met stevia.
In 2002 werd het merk onderdeel van het Amerikaanse H.J. Heinz Company.